# Phourni
Phourni (in greco: Φουρνί, anche Fourni) è il sito archeologico di un antico cimitero minoico a Creta. Phourni in greco significa "forno" ed è il nome della collina, situata a nord ovest di Archanes, su cui si trova il cimitero visibile dal Monte Iuktas.

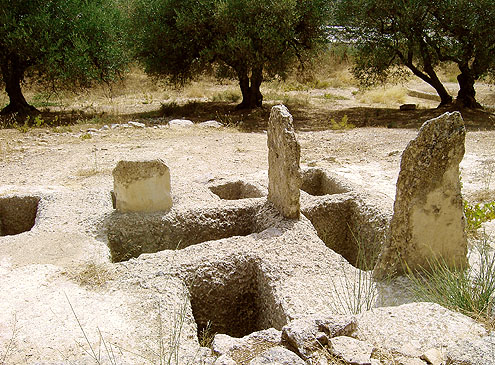
Phourni.

Gli scavi iniziarono nel 1964 sotto la direzione di Efi e Yannis Sakellarakis e continuarono almeno fino al 1995. In totale sono state scavate più di venti edifici e tombe.
Il cimitero di Phourni rimase in uso dai Minoico antico II al Tardo Minoico IIIC, per più di mille anni. Una tomba a tholos scoperta nel 1965 e risalente al XIV secolo a.C. condivide la pianta con tombe a tholos di Micene e Orcomeno. 
I reperti rinvenuti includono un cadavere smembrato di un cavallo sacrificato, il cranio di un toro, un anello d'oro con una scena di culto incisa, coltelli, pesi di piombo, 46 pesi da telaio, un torchio, una tabella di libagioni, statuette a forma di campana, circa 250 tazze, sigilli di età Antico minoica II, un vaso di diorite egiziana, avorio e amuleti. I corpi di due donne si trovavano in una tarda tomba minoica a tholos e si trattava quasi sicuramente di soggetti di rango, reale o religioso per la ricchezza degli oggetti di corredo e gli insoliti sacrifici di un cavallo e di un toro celebrati nelle camere.
I reperti di scavo provenienti da Phourni sono conservati al Museo archeologico di Candia.